# Vjenceslav III., češki kralj
Vjenceslav (Václav) III. Přemyslović (češki: Václav, njemački: Wenzel, mađ. Vencel, polj. Wacław) (Prag, 6. listopada 1289. – Olomouc, 4. kolovoza 1306.), češki i hrvatsko-ugarski kralj, naslovni kralj Poljske. Posljednji iz dinastije Premyslovića.

## Životopis
Rođen 1289. godine. Sin jedinac češkog kralja Vjenceslava II. (Václava II.) i Judite (Gute) Habsburške. Izumiranjem Arpadovića okrunio se 27. kolovoza 1301. u Stolnom Biogradu za hrvatsko-ugarskog kralja pod imenom Ladislav V. Poslije očeve smrti 1305. naslijedio je češko i poljsko prijestolje, koje je njegov otac kratko prije stekao. Uz krunu je naslijedio i rat s Albertom I. Habsburgom, ustanak u Poljskoj pod vodstvom Vladislava I. Lokieteka te nemire u Ugarskoj. Nije uspio održati se na hrvatsko-ugarskom prijestolu.
Papa Bonifacije VIII. odgovorio je na feud u Ugarskoj i proglasio je smjesta gospodstvo nad Poljskom i Ugarskom nevaljanim. Nakon nekoliko je tjedana zaključio mir s kraljem Albertom I., koji je pokušao osvajačkim pohodom sprovesti papinu presudu. Vjenceslav je izgubio Hebsku (nje. Egerland), djelove Fojtske (nje. Vogtland) koji su bili u češkim rukama te mišanjsku marku. Ugarsku krunu je izgubio. Preoteo mu je herceg Donje Bavarske Oton III. Wittelsbach, koji se na pravo na krunu sv. Stjepana pozivao preko majke Elizabete Ugarske (1236. – 1271.). Oton III. je tu krunu, ponuđenu mu 1301. nakon što su izumrli Arpadovići, nosio od 6. prosinca 1305. do 1307. kao Bela V.
Nakon izgubljenih čeških i ugarskih posjeda, usmjerio se na očuvanje poljskih posjeda. 
Godine 1305., kad je izgubio ugarsku krunu, oženio se Violom Elizabetom Tješinskom, iz opolske grane šleskih Pjastovića. 
Morao je učvrstiti položaj, jer je ljeta 1306. izgubio Krakov. Povezao se s nekoliko njemačkih viteških redova koji su ga podupirali u poljskim poslovima. Pripremao je ratni pohod kojim bi ojačao svoju moć. Dok je pripremao pohod ubijen je u uroti 4. kolovoza 1306. u kući dekana olomoucke katedrale, a počinitelj nije poznat.
S njegovom suprugom Violom Elizabetom izumrli su Premyslovići u muškoj grani, u Češkoj su izbili novi nemiri, moćno plemstvo pokušalo je iskoristiti međuvlašće za domoći se njenih zemalja i imovine, crkvene imovina je uzurpirana. Situaciju su iskoristili Luksemburgovci koji su preuzeli češko prijestolje.
Tijelo mu je ukopano u katedrali sv. Vaclava u Olomoucu, a 1326. premještena u grobnicu Premyslovića u dvorac Zbraslav.

## Vanjske poveznice
- Portal životopisa LitDok Ostmitteleuropa  Arhivirana inačica izvorne stranice od 29. ožujka 2017. (Wayback Machine)